# Heidrun Förster
Heidrun Förster (* 1951 in Pansfelde) ist eine deutsche Politikerin (SPD). Von 1994 bis 1998 und von 2002 bis 2004 war sie Mitglied des Brandenburgischen Landtags.

## Leben
Neben dem Abitur machte Förster eine Lehre als Betriebsschlosserin, die sie 1970 abschloss. Anschließend studierte sie an der TU Karl-Marx-Stadt und absolvierte ihr Studium 1974 als Diplomingenieurin für Ergonomie und Arbeitsgestaltung. Danach arbeitete sie bis 1983 als Arbeitsingenieurin im Kabelwerk Oberspree (KWO Berlin). Von 1984 bis 1996 war sie in leitender Position beim Warenhaus Konsum (später Horten) in Frankfurt (Oder) tätig, seit 1990 als Betriebsratsvorsitzende. Vom Jahr 2000 an bis 2015 arbeitete sie als Mitarbeiterin für Öffentlichkeitsarbeit des Leibniz-Instituts für innovative Mikroelektronik (IHP) in Frankfurt (Oder). Förster ist verheiratet und hat zwei Kinder.

## Politik
Von 1993 bis 2012 war Förster Mitglied der Stadtverordnetenversammlung von Frankfurt (Oder). Im Februar 1994 zog sie als Ersatz für den ausgeschiedenen Christian Gilde in den Brandenburgischen Landtag ein. Bei den Landtagswahlen im selben Jahr gelang ihr über die Landesliste der SPD erneut der Einzug in den Landtag, dem sie bis zum Ende der Legislaturperiode angehörte. In dieser Zeit war sie Mitglied im Ausschuss für Arbeit, Soziales, Gesundheit und Frauen und im Ausschuss für Wissenschaft, Forschung und Kultur. Im Oktober 2002 wurde sie abermals Mitglied des Landtags, als sie Jörg Vogelsänger ersetzte. Bis 2004 gehörte sie dem Ausschuss für Bildung, Jugend und Sport und erneut dem Ausschuss für Wissenschaft, Forschung und Kultur an.
Zudem war Förster Mitglied der 10. und der 11. Bundesversammlung. Von 1990 bis 2000 war sie Mitglied des Landesvorstandes der SPD-Brandenburg, ab 1992 stellvertretende Landesvorsitzende sowie Mitglied im Bundesvorstand der Arbeitsgemeinschaft für Arbeit in der SPD (Afa).